# Reinhardtsdorf-Schöna
Reinhardtsdorf-Schöna är en kommun och ort i Landkreis Sächsische Schweiz-Osterzgebirge i förbundslandet Sachsen i Tyskland. Kommunen har cirka 1 300 invånare.
Kommunen ingår i förvaltningsområdet Bad Schandau tillsammans med kommunerna Bad Schandau och Rathmannsdorf.